# Janez Jazbec
Janez Jazbec, slovenski alpski smučar, * 27. december 1984, Križe.
Jazbec je v svetovnem pokalu debitiral 8. januarja 2011 na veleslalomu v Adelbodnu. Za Slovenijo je nastopil na Olimpijskih igrah 2010 v veleslalomu. 